# Reprezentacja Francji w piłce nożnej plażowej mężczyzn
Reprezentacja Francji w piłce nożnej plażowej – jeden z najbardziej utytułowanych zespołów beach-soccerowych w Europie i na świecie. Dotychczas reprezentacja ta raz zwyciężyła w Mistrzostwach Świata.

## Mistrzostwa Świata
- 1995 – nie uczestniczyła
- 1996 – nie uczestniczyła
- 1997 – faza grupowa
- 1998 – 2 miejsce
- 1999 – faza grupowa
- 2000 – faza grupowa
- 2001 – 2 miejsce
- 2002 – faza grupowa
- 2003 – 4 miejsce
- 2004 – ćwierćfinał
- 2005 – MISTRZOSTWO
- 2006 – 3 miejsce
- 2007 – 4 miejsce
- 2008 – ćwierćfinał
- 2009 –

## Euro Beach Soccer League
- 1998 – 6 miejsce
- 1999 – 2 miejsce
- 2000 – 3 miejsce
- 2001 – 4 miejsce
- 2002 – 3 miejsce
- 2003 – 2 miejsce
- 2004 – MISTRZOSTWO
- 2005 – 3 miejsce
- 2006 – 5-6 miejsce
- 2007 – 2 miejsce
- 2008
- 2009
- 2010
- 2011

## Skład reprezentacji
| Nr. | Pozycja   | Zawodnik          |
| --- | --------- | ----------------- |
| 1   | Bramkarz  | Jean-Marie Aubry  |
| 2   | Obrońca   | Jean Saidou       |
| 3   | Obrońca   | Thierry Ottavy    |
| 4   | Obrońca   | Tony Ruggeri      |
| 5   | Napastnik | Didier Samoun     |
| 6   | Obrońca   | Sebastien Perez   |
| 7   | Napastnik | Gregory Tanagro   |
| 8   | Obrońca   | Stephane Francois |
| 9   | Napastnik | Laurent Castro    |
| 10  | Napastnik | Jairzinho Cardoso |
| 11  | Napastnik | Jeremy Basquaise  |
| 12  | Bramkarz  | Samir Belamri     |